# Lasersko sinteriranje zlata
Lasersko sinteriranje zlata je suvremena tehnika proizvodnje nakita  koju su razvile Towe Norlén i Lena Thorsson.
 Osim ovog naziva koristi se i naziv tehnike selektivno lasersko topljenje.Laserska zraka lokalno na ekstremno maloj površini topi zlatni prah,te se tako bilo kakav oblik može precizno izraditi u 3 dimenzije. Kad je predmet završen, suvišni se prah očetka s predmeta, slično predmetima nađenim kod arheoloških iskapanja.
Kao rezultat dobivamo zlatni objekt praktično bilo kojeg oblika, znači bolje i kvalitenije nego kod predmeta dobivenih lijevanjem. Nadalje, ne koriste se postupci koji slabe ili mijenjaju materijal, jer se predmet izrađuje kao jedinstveni komad materijala, tj. zlata. Također, dizajn predmeta može biti slobodniji i individualiziraniji, jer je ovom tehnologijom moguće izraditi bilo kakav oblik.

## Srodni postupci
Neki online servisi već nekoliko godina nude i trodimenzionalni ispis objekata od titanija, ali i čelika, aluminija, volframa te bakra i njegovih slitina, postupkom jednakim prethodno opisanom.

## Širenje primjene
Godine 2017. na tržištu se pojavila i prva komercijalna kolekcija nakita rađenog ovom tehnologijom.Također na tržištu su se pojavili i prvi komercijalni uređaji za direktno lasersko sinteriranje zlata.

## Vanjske poveznice
Mrežne stranice
- https://web.archive.org/web/20141005214711/http://www.rapidnews.com/TCT-presentations-2012/TCT%20Cookson%20Precious%20Metals.pdf
- https://archive.is/20131013204938/http://www.housecreative.co.uk/casestudy_cooksondmls.php
- http://media.messe.ch/epaper/BASELWORLD/2013/machines_and_supply_industry/page46.html#/44  Arhivirana inačica izvorne stranice od 20. listopada 2013. (Wayback Machine)
- http://www.cooksongold-emanufacturing.com/
- http://www.metal-powder.net/view/29659/eos-unveils-new-laser-sintering-machine/  Arhivirana inačica izvorne stranice od 26. ožujka 2014. (Wayback Machine)
- http://www.detekt.com.tw/download/eos/7Ｍ技術及異型水路/EOSINT%20M%20Materials%20for%20Direct%20Metal%20Laser-Sintering%20(DMLS).pdf  Arhivirana inačica izvorne stranice od 4. ožujka 2016. (Wayback Machine)